# Fruängen (stacja metra)

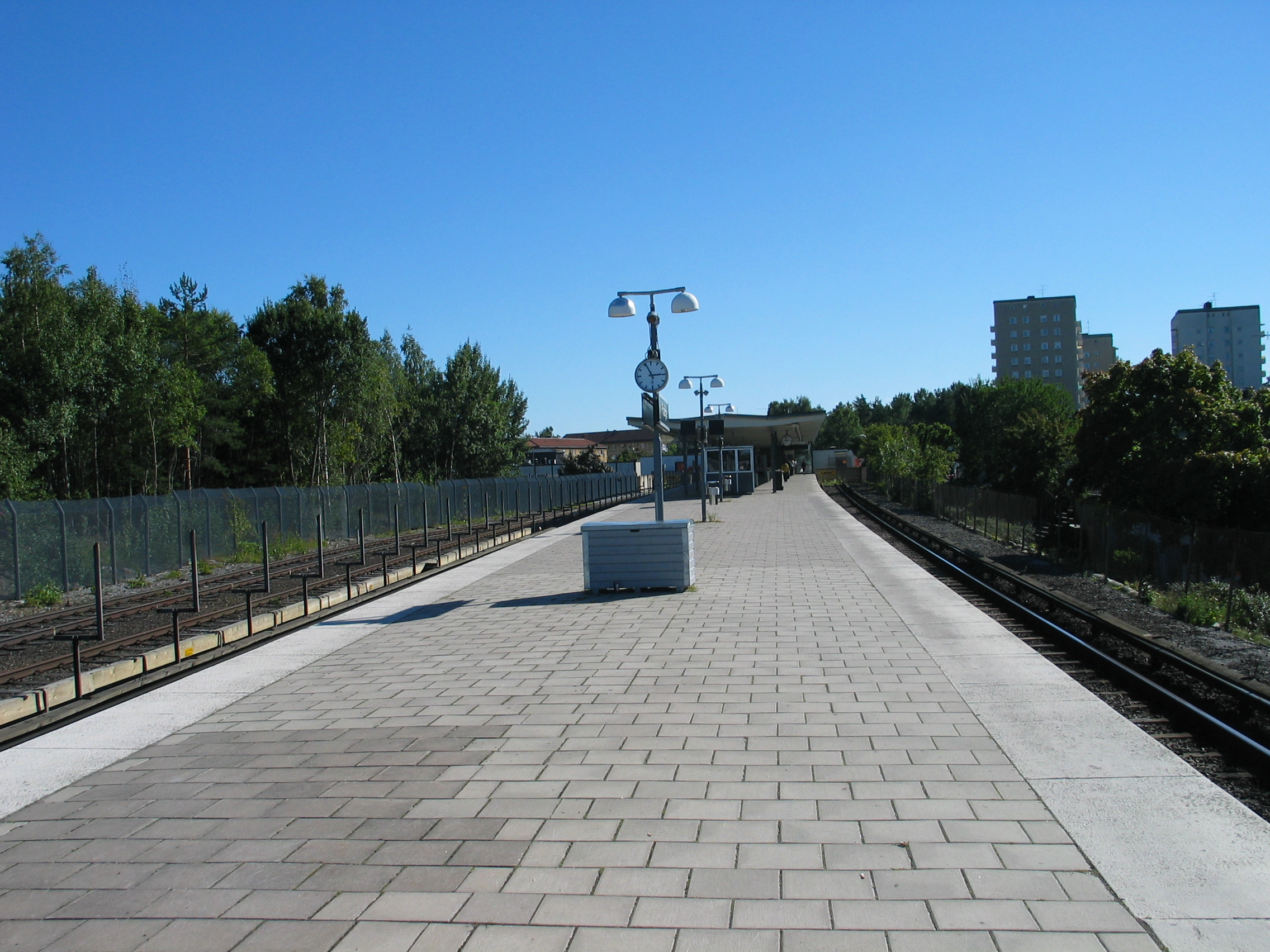
Peron

Fruängen – powierzchniowa stacja sztokholmskiego metra, leży w Sztokholmie, w Söderort, w dzielnicy Hägersten-Liljeholmen, w części Fruängen. Jest stacją początkową czerwonej linii metra T14, następny przystanek to Västertorp. Dziennie korzysta z niej około 7 300 osób.
Stacja znajduje się na północ od Fruängsgången, między Elsa Brändströms Gata a Ellen Keys Gata, przy Fruängstorget. Posiada jedną halę biletową, wyjścia zlokalizowane są we Fruängens centrum, przy Fruängsgången i Fruängstorget. Leży na wysokości 46,8 m n.p.m. i jest najwyżej położoną stacją metra w Sztokholmie.
Od 1956 z Fruängen jeździły tramwaje linii 14 i 17. Następnie sieć tramwajów poczęto przekształcać w metro, obecną stację otworzono 5 kwietnia 1964 jako 58. w systemie wraz z odcinkiem T-Centralen-Fruängen. Posiada jeden peron. Została zaprojektowana przez Ahlgren-Olsson-Silow Arkitektkontor genom Magnus Ahlgren.

## Sztuka
- Seria mozaikowych portretów o wymiarach 251x306 cm, Fredrik Landergren, 2005[3]

## Czas przejazdu
| Linia | Stacja        | Czas przejazdu | Stacja                                                    | Czas przejazdu                    |
| T14   | Mörby centrum | 33 min         | Liljeholmen Slussen Gamla stan T-Centralen Östermalmstorg | 8 min 14 min 16 min 18 min 20 min |

## Otoczenie
W otoczeniu stacji znajdują się:
- Kunskapsskolan
- Fruängens skola
- Kesrtin Hesselgrens Park
- Mälarhöjdens idrottsplats